# Guillaume al III-lea al Siciliei
Guillaume al III-lea (n. 1185, Palermo, Regatul Siciliei – d. 1198, Alt-Ems⁠(d), Vorarlberg, Austria), membru al familiei Hauteville, a fost rege al Siciliei vreme de zece luni, în 1194.

## Viața și domnia (cca.1186–1194)
Guillaume a fost cel de al doilea fiu al regelui Tancred al Siciliei cu Sibila de Acerra. La vârsta de 4 ani, la puțină vreme după moartea fratelui său mai mare Roger al III-lea, duce de Apulia și co-rege alături de tatăl lor, iar apoi, la câteva săptămâni, a lui Tancred însuși (20 februarie 1194), Guillaume a fost încoronat rege de către papa Celestin al III-lea în Palermo. El avea să devină ultimul rege normand al Siciliei. Mama sa Sibila a activat ca regent.
Însă împăratul Henric al VI-lea de Hohenstaufen a emis pretenții la tronul Siciliei, în baza drepturilor soției sale Constanța, care era mătușa lui Guillaume. Chiar anteriori morții lui Tancred, Henric schițase planuri pentru invazie, iar resursele sale pentru acest scop crescuseră simțitor ca urmare a răscumpărării plătite de către regele Richard I al Angliei.

## Răsturnarea și moarte (1194–1198)
Sibila nu a reușit să organizeze o rezistență mai eficientă. Până la finele lui octombrie 1194, Henric cucerise deja partea continentală a regatului și a traversat în Sicilia. În 20 noiembrie, Palermo a căzut în mâinile imperialilor.
Henric i-a oferit Sibilei termeni generoși: Guillaume urma să rămână conte de Lecce, stăpânire care aparținuse tatălui său înainte de a deveni rege, și urma de asemenea să primească și Taranto. Odată încheiat acest acord, Guillaume, mama și surorile sale rămâneau în așteptare, în timp ce Henric se încorona rege al Siciliei la 25 decembrie (Constanța nu a fost încoronată tot atunci fiind însărcinată).
Patru zile mai târziu, a fost descoperită o conspirație împotriva lui Henric, motiv pentru care multe figuri politice de prim plan ale Siciliei au fost arestate și trimise în închisoare în Germania, inclusiv Guillaume și familia sa.
În timp ce mama și surorile sale au fost în cele din urmă eliberate și și-au continuat traiul în Franța, nu se știe nimic cu certitudine în legătura cu soarta ulterioară a lui Guillaume. Se spune că ar fi fost orbit, castrat sau ambele. Alte surse consideră că el ar fi murit în captivitate câțiva ani mai târziu, după cum există și versiunea că ar fi fost eliberat și ar fi devenit monah. O altă teorie este aceea că el ar fi revenit mai târziu în Sicilia sub numele de Tancredi Palamara. Fiul lui Henric, împăratul Frederic al II-lea (care era și rege al Siciliei) a descoperit pe un anume Tancredi Palamara în Messina, pe care l-a executat în 1232. Data general acceptată pentru moartea lui Guillaume este anul 1198.

## Urmări
Moștenitoarea lui Guillaume a devenit sora sa, al cărei nume nu este cunoscut cu exactitate, fiind vorba de mai multe ipoteze: Maria, Elvira, Albiria (Albinia), Bianca (d. după 1216). Ea a fost căsătorită mai întâi în 1200 cu contele francez Valter al III-lea de Brienne care uneori a fost considerat ca pretendent la tronul sicilian și a devenit scurtă vreme principe de Taranto în baza dreptului soției sale. El a murit în închisoare în 1205. Fiul surorii sale, Valter al IV-lea de Brienne a plecat în Țara Sfântă și a devenit conte de Jaffa.